# THW Kiel
THW Kiel – niemiecki męski klub piłki ręcznej z Kilonii, powstały w 1904. Występuje w Bundeslidze, mecze w roli gospodarza rozgrywa w Sparkassen-Arenie.

## Historia
THW Kiel jest najbardziej utytułowanym niemieckim klubem piłki ręcznej. Zdobyło 23 mistrzostwa Niemiec, 12 Pucharów Niemiec i 12 Superpucharów Niemiec. W tabeli wszech czasów Bundesligi THW Kiel zajmuje 1. miejsce z bilansem 944 zwycięstw, 107 remisów i 341 porażek w ciągu 50 sezonów (przez więcej sezonów w Bundeslidze występowało tylko VfL Gummersbach). Do największych sukcesów drużynę z Kilonii prowadzili trenerzy: Zvonimir Serdarušić, który był szkoleniowcem w latach 1993–2008, oraz Alfreð Gíslason, który objął zespół w 2008.
Klub z Kilonii trzykrotnie wygrał też Ligę Mistrzów. W sezonie 2006/2007 pokonał w rozegranym 22 i 29 kwietnia 2007 dwumeczu finałowym SG Flensburg-Handewitt (28:28; 29:27). W sezonie 2009/2010 wygrał w rozegranym 30 maja 2010 finale z hiszpańską FC Barceloną (36:34). W sezonie 2011/2012 zwyciężył w rozegranym 27 maja 2012 spotkaniu finałowym z hiszpańskim Atlético Madryt (26:21). Ponadto THW Kiel jeszcze czterokrotnie grało w finale Ligi Mistrzów.
Na arenie międzynarodowej klub osiągał również inne sukcesy. Trzykrotnie triumfował w Pucharze EHF (1997/1998, 2001/2002 i 2003/2004) i raz zdobył Superpuchar Europy, pokonując 21 października 2007 słoweńskie RK Celje (38:34). W 2011 zdobył Super Globe, wygrywając w finale z hiszpańskim BM Ciudad Real (28:25).
Klub zastrzegł numer 2, z którym występował Szwed Magnus Wislander. W THW Kiel grali Polacy: Marek Panas, Daniel Waszkiewicz i Piotr Przybecki.

## Sukcesy
Krajowe

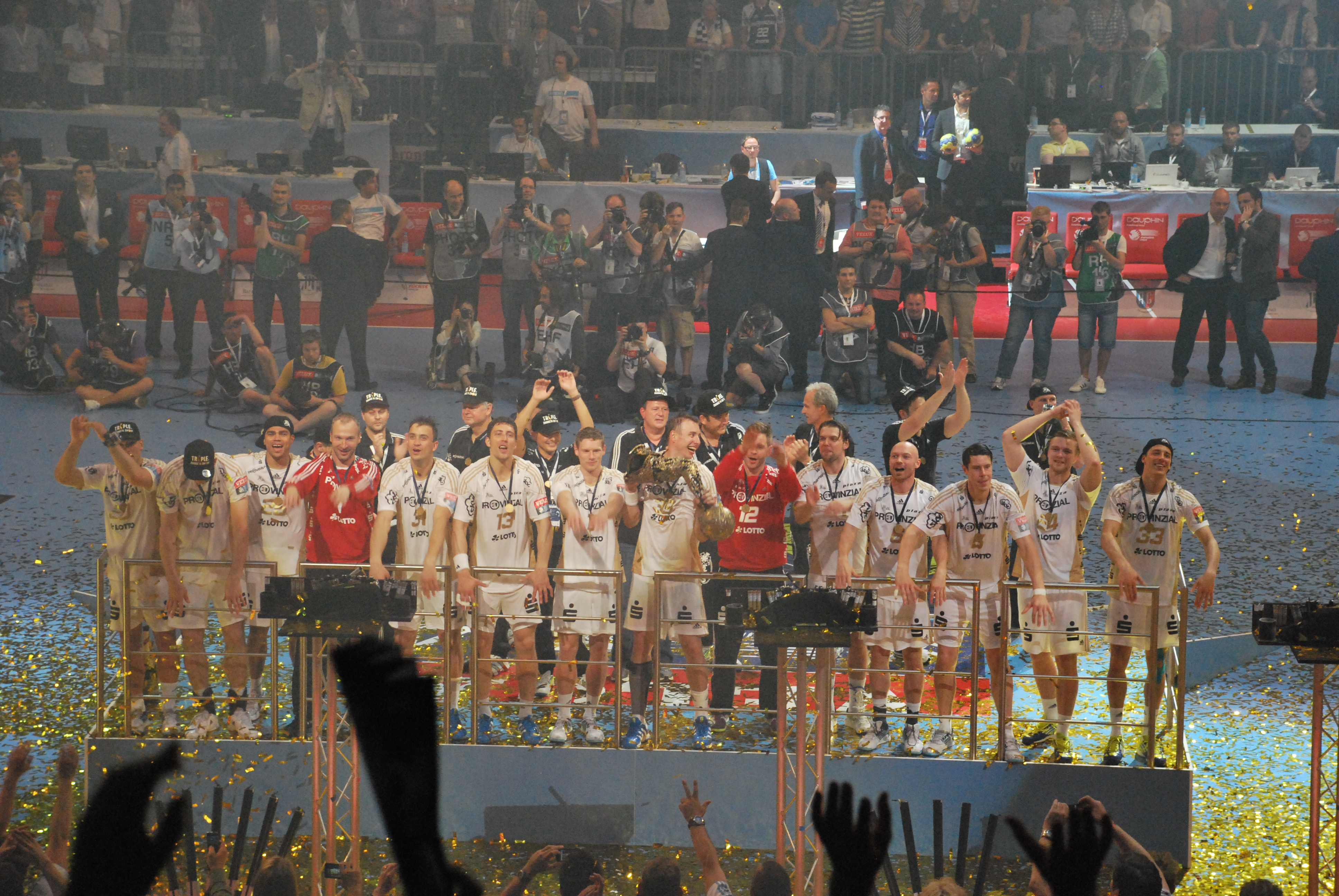
THW Kiel po zwycięstwie w Lidze Mistrzów w sezonie 2011/2012

- Mistrzostwo Niemiec: 1957, 1962, 1963, 1993/1994, 1994/1995, 1995/1996, 1997/1998, 1998/1999, 1999/2000, 2001/2002, 2004/2005, 2005/2006, 2006/2007, 2007/2008, 2008/2009, 2009/2010, 2011/2012, 2012/2013, 2013/2014, 2014/2015, 2019/2020, 2020/2021, 2022/2023
- Puchar Niemiec: 1997/1998, 1998/1999, 1999/2000, 2006/2007, 2007/2008, 2008/2009, 2010/2011, 2011/2012, 2012/2013, 2016/2017, 2018/2019, 2021/2022
- Superpuchar Niemiec: 1995, 1998, 2005, 2007, 2008, 2011, 2012, 2014, 2015, 2020, 2021, 2023

Międzynarodowe
- Liga Mistrzów: 2006/2007, 2009/2010, 2011/2012, 2019/2020
- Puchar EHF: 1997/1998, 2001/2002, 2003/2004, 2018/2019
- Superpuchar Europy: 2007[2]
- Super Globe: 2011[3]

## Kadra w sezonie 2024/2025
Opracowano na podstawie materiału źródłowego:
| Bramkarze - 16. Tomáš Mrkva - 34. Samir Bellahcene Lewoskrzydłowi - 7. Magnus Landin Jacobsen - 23. Rune Dahmke Prawoskrzydłowi - 24. Lukas Zerbe - 91. Bence Imre | Obrotowi - 11. Petter Øverby - 17. Patrick Wiencek - 61. Hendrik Pekeler Rozgrywający - 4. Domagoj Duvnjak - 6. Harald Reinkind - 19. Henri Pabst - 21. Eric Johansson - 25. Linus Kutz - 45. Emil Wernsdorf Madsen - 53. Nikola Bilyk - 71. Elias Ellefsen á Skipagøtu |